# Bunovi
Bunovi su naseljeno mjesto u općini Foča, Republika Srpska, BiH. Nalaze se na desnoj obali rijeke Drine.

## Stanovništvo
| Narod     | Popis 1961. | Popis 1971. | Popis 1981. | Popis 1991. |
| --------- | ----------- | ----------- | ----------- | ----------- |
| Hrvati    | 1           |             |             |             |
| Muslimani |             |             |             |             |
| Srbi      | 370         | 276         | 167         | 128         |
| ostali    |             | 2           |             | 1           |
| Ukupno    | 371         | 278         | 176         | 129         |